# Dominique Bond-Flasza
Dominique Bond-Flasza (ur. 11 września 1996 w Nowym Jorku) – jamajska piłkarka polskiego pochodzenia grająca na pozycji obrońcy w m.in. holenderskim klubie PSV, Medyk Konin oraz w kobiecej reprezentacji Jamajki w piłce nożnej.

## Kariera klubowa
Od 2018 gra w holenderskim klubie PSV. Pierwszego gola dla zespołu zdobyła w meczu przeciwko PEC Zwolle.

## Kariera reprezentacyjna
W reprezentacji Jamajki zadebiutowała w 2018 roku. Pierwszego gola dla reprezentacji zdobyła w meczu przeciwko Gwadelupie.

## Życie prywatne
Jej matka jest Jamajką, natomiast ojciec Polakiem. Posiada również polskie obywatelstwo.